# Тарифа
Тари́фа (исп. Tarifa) — город и муниципалитет на южной оконечности Испании, входит в провинцию Кадис, в составе автономного сообщества Андалусия. 
Муниципалитет находится в составе района (комарки) Кампо-де-Гибралтар.
Занимает площадь 419 км². Население — 17 768 человек (на 2010 год). 
Город находится на расстоянии 101 км до административного центра провинции (г. Кадис).

## История
В античности известен как колония Юлия Трансдукта («Юлия за проливом»). После вторжения в Испанию арабов укреплён и переименован в честь первого мусульманина Тарифа ибн Малика, ступившего на землю Испании в 710 году.
В XI веке — в составе таиф Альхесирас (1031) и Севилья (1057). В 1292 г. захвачен кастильским королём Санчо IV. В 1296 г. замок от натиска мавров оборонял Гусман Добрый — родоначальник рода Медина-Сидония. Попытка мавров отвоевать Тарифу в 1340 г. также не увенчалась успехом.
В XV—XVII вв. Тарифой владели маркизы из рода Энрикесов. 
В 1810—1811 гг. — в центре боевых действий испано-французской войны.

## Достопримечательности
Средневековая крепость в Тарифе, которая носит имя Гусмана, была заложена ещё при Абд ар-Рахмане III, впоследствии достраивалась. Со стен крепости (замка) Гусмана видны горы Марокко по другую сторону Гибралтарского пролива.
Из трёх средневековых ворот города сохранились только одни. 
Церкви Девы Марии и Апостола Матфея выстроены в тех местах, где раньше были мечети.
В Тарифе расположен мыс Марроки, самая южная точка континентальной Европы. 
В окрестностях — развалины древнеримского города Баэло-Клавдия (es:Baelo Claudia).
Из порта Тарифа постоянно ходит паром на африканский континент, в порт Танжер. 
С 2004 г. в городе проходит ежегодный фестиваль африканского кино.
Благодаря постоянно дующим сильным ветрам в районе Тарифа хорошие условия для занятия виндсёрфингом и кайтсёрфингом.

## Галерея

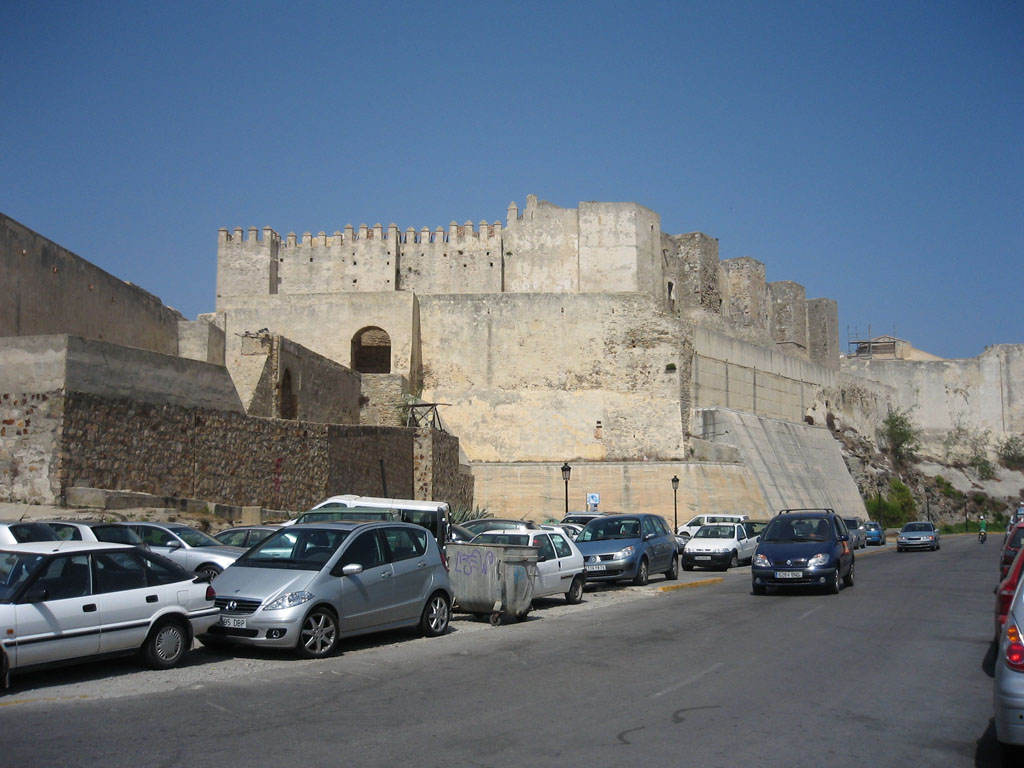
Замок
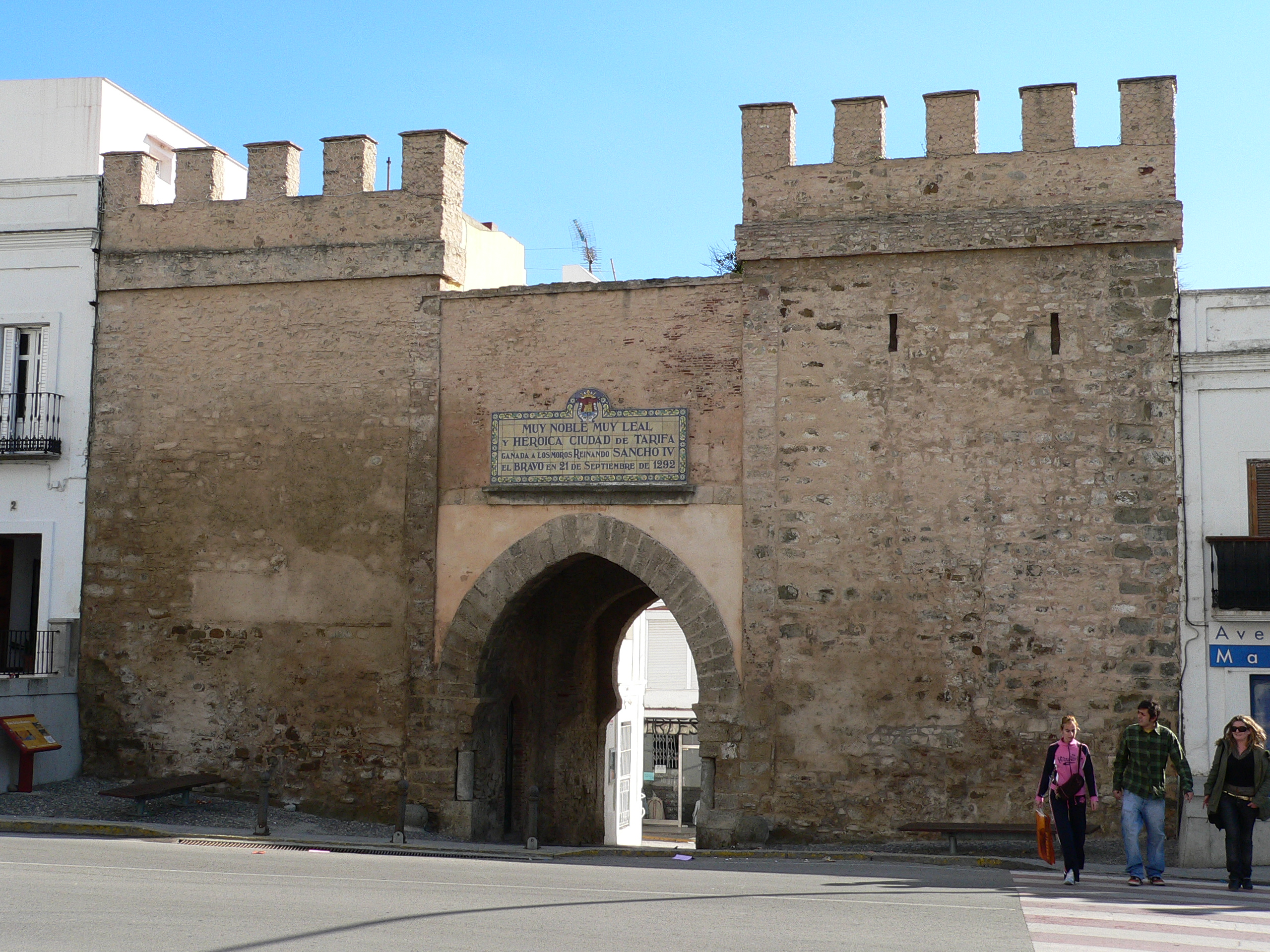
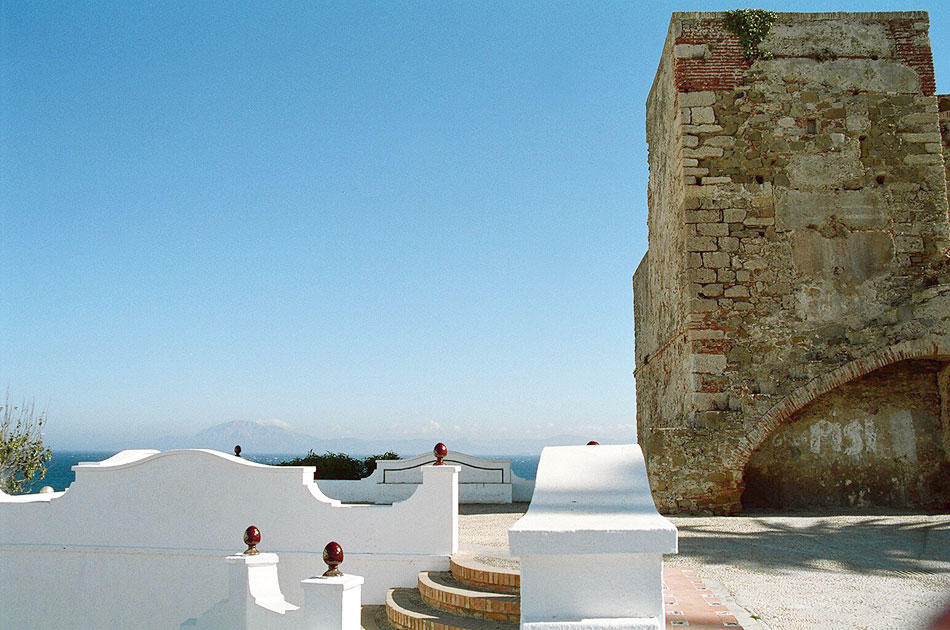
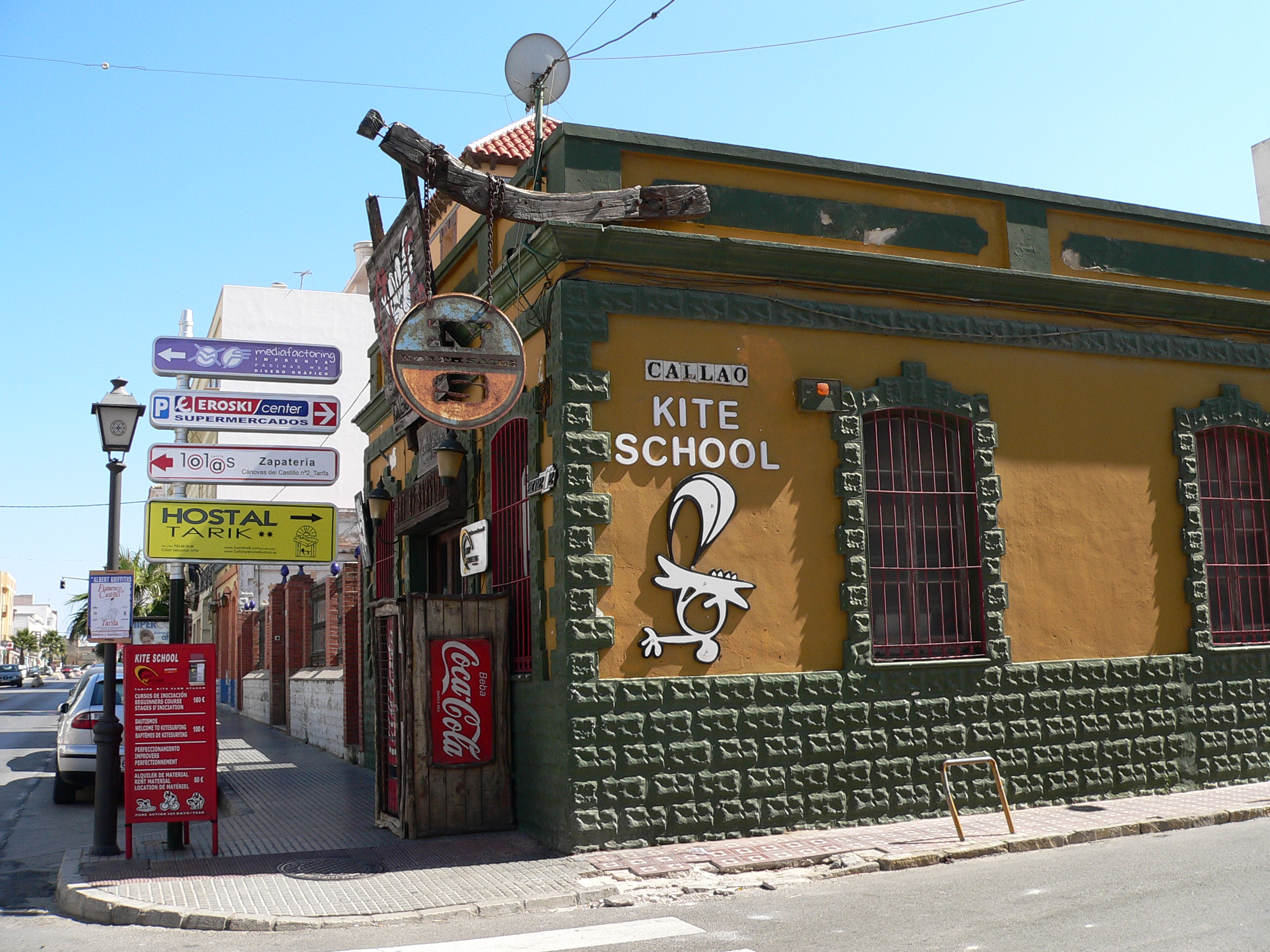
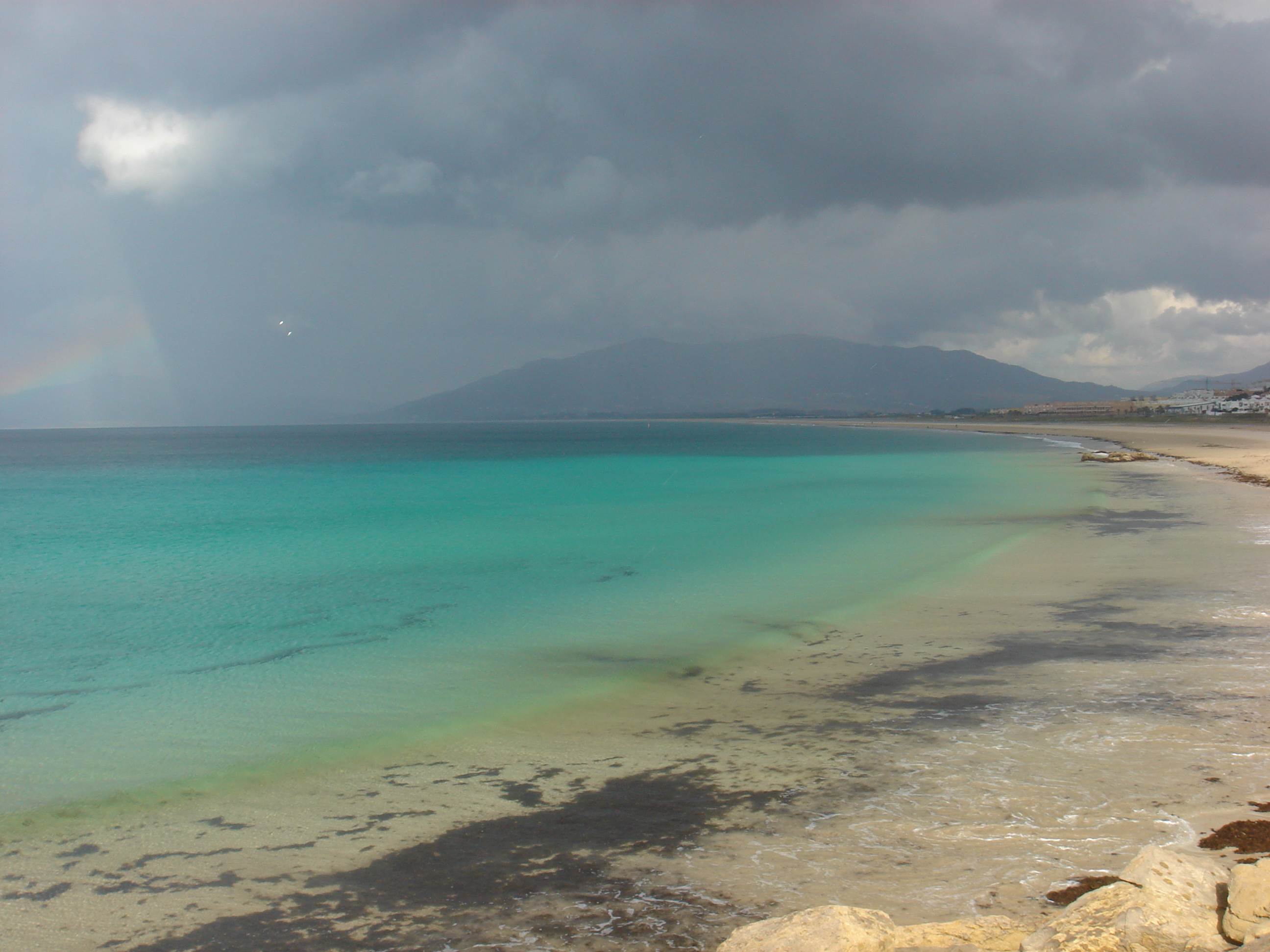

## Население
| 2001    | 2002    | 2003    | 2004    | 2005    | 2006    | 2007    | 2008    | 2009    |
| ------- | ------- | ------- | ------- | ------- | ------- | ------- | ------- | ------- |
| 15 764  | ↗16 058 | ↗16 392 | ↗16 743 | ↗17 199 | ↗17 478 | ↗17 619 | ↗17 736 | ↗17 793 |
| 2010    | 2011    | 2012    | 2013    | 2014    | 2015    | 2016    | 2017    | 2018    |
| ↘17 768 | ↗17 856 | ↗17 962 | ↗18 085 | ↘17 908 | ↗18 011 | ↗18 116 | ↘18 088 | ↗18 169 |
| 2019    | 2020    | 2021    | 2022    | 2023    | 2024    |         |         |         |
| ↘18 162 | ↗18 183 | ↗18 466 | ↗18 564 | ↗18 621 | ↗18 664 |         |         |         |